# Łodzia (województwo kujawsko-pomorskie)
Łodzia – wieś w Polsce położona w województwie kujawsko-pomorskim, w powiecie nakielskim, w gminie Sadki.

## Podział administracyjny
W latach 1975–1998 miejscowość położona była w województwie bydgoskim.

## Demografia
Według Narodowego Spisu Powszechnego (III 2011 r.) liczyła 303 mieszkańców. Jest dziesiątą co do wielkości miejscowością gminy Sadki.

## Współczesność
Od roku 1975 miejscowość podlega parafii bł. Czesława w Śmielinie. Przedtem była częścią parafii Dębowo. Do końca lat 80. XX wieku w Łodzi funkcjonowała szkoła podstawowa, połączona później ze szkołą podstawową w Anielinach. Przedszkole w Łodzi działało do końca lat 90. i zostało przeniesione do rozbudowywanego budynku szkoły w sąsiednich Anielinach. Wieś posiada budynek świetlicy, służący jako miejsce zebrań. W Łodzi działa Koło Gospodyń Wiejskich.
Łodzia zatraca swój pierwotnie rolniczy charakter, na rzecz mieszkańców zatrudnionych w przemyśle i usługach. Sytuację taką determinuje bliskość ośrodków przemysłowych (Bydgoszcz i Nakło nad Notecią). Produkcja rolna skupia się w kilku dużych ośrodkach. Na terenie wsi przeważają gleby słabe i średnie.

## Położenie i historia
Wieś położona jest w dolinie Noteci. Od północy otaczają ją zwarte lasy, od południa łąki doliny rzecznej. Znajduje się w odległości 7,6 km od Sadek, a w linii prostej 8 km od Nakła nad Notecią. Przez miejscowość przebiega linia kolejowa nr 18 Kutno – Piła Główna.
Wieś założona została w dobrach hr. Bnińskiego (Józefa Januarego Bnińskiego urodzonego 19 IX 1787 w Poznaniu, zmarłego 6 VI 1846 w Samostrzelu) w latach 30. XIX wieku. Nazwa wsi pochodzi od herbu Łodzia, którym pieczętowali się hrabiowie Bnińscy. Układ zabudowań każe charakteryzować miejscowość jako wieś typu ulicowego (ulicówka), ze zwartą zabudową i jedną główną drogą (ulicą). Jest to typ wsi charakterystyczny dla obszarów byłego zaboru pruskiego.
Od roku 1827 we wsi działała szkoła dla katolików. Wzmianki o szkole dla ewangelików pojawiają się w dokumentach od roku 1836.
Według danych z Pierwszego Powszechnego Spisu Ludności z dn. 30 września 1921 r. wieś liczyła 524 mieszkańców (240 mężczyzn i 284 kobiety) zamieszkujących 64 budynki mieszkalne. Wieś zamieszkiwało 348 katolików i 198 ewangelików, narodowość polską deklarowało 371 osób, narodowość niemiecką 153 osoby.
W latach 1928–1930 wieś liczyła 520 mieszkańców, posiadała znanych z nazwiska: kołodzieja, kowala, murarza, szewca i dwa większe ośrodki rolnicze rodzin Kruger i Bresler.
26 lipca 1934 roku wieś została włączona do nowo utworzonej gminy Sadki.
Na obrzeżach wsi znajdują się 2 nieczynne cmentarze:
- Cmentarz Epidemiczny z końca XIX wieku, używany również w początkach wieku XX w czasie epidemii cholery. Znajduje się na nim kaplica z krzyżem.
- Cmentarz poniemiecki (pozostałości), wykorzystywany przez ludność narodowości niemieckiej.

Cmentarze widoczne są na mapie z roku 1876, datować je należy na początkowy okres istnienia miejscowości, podstawowe ukształtowanie zabudowań wsi, przedstawione na mapach, zachowane jest obecnie.
Na mapach pruskich wieś nosi nazwę Laubheim, jednak oficjalnie nazwa Łodzia została zmieniona na Laubheim dopiero w kwietniu 1912 roku. Polska nazwa została przywrócona rozporządzeniem Ministerstwa byłej Dzielnicy Pruskiej z 15 marca 1921 (wyjątek stanowił powrót do nazwy pruskiej w latach II Wojny Światowej).
W czasie II Wojny Światowej liczba mieszkańców spadła w wyniku działalności okupanta i w końcowym etapie wojny poprzez odpływ ludności niemieckiej, w roku 1944 we wsi działał ośrodek dla niemieckich dzieci osieroconych na terenie Rzeszy w wyniku alianckich nalotów.
W okresie PRL wieś należała do Gromadzkiej Rady Narodowej Samostrzel do roku 1973, od 01.01.1973 wieś Łodzia została ponownie włączona do odtwarzanej Gminy Sadki.